# Элимелех из Лиженска
Раби Элимелех бар Элиэзер-Липа Вайсблюм (1717—1787) — хасидский цадик в третьем поколении хасидизма, ученик Магида из Межерича и основатель польской ветви хасидизма. Старший брат рабби Зуси из Аннополя.

## Биография
Родился в галицийском городе Тиктин у раввина Элиэзера Липмана. Кроме Элимелеха в семье было ещё пять братьев.
К новому движению хасидизма Элимелеха приобщил его младший брат Зуся, известный как раби Зуся из Аннополя (Аниполи), герой многих хасидских преданий. Магид очень высоко ценил способности своего ученика. Ещё до смерти магида вместе со своим братом начал странствовать по еврейским местечкам ради искупления грехов и тиккуна (исправления), что очень практиковалось многими каббалистами, в том числе Виленским Гаоном. Постоянно р. Элимелех оказывался в лучших условиях чем р. Зуся и меньше страдал от нападок разных встречных людей, хотя условия странствий у обоих были одинаковы. Вскоре после смерти учителя поселился в Лиженске (Лежайск), откуда начал распространять своё учение в Галиции.

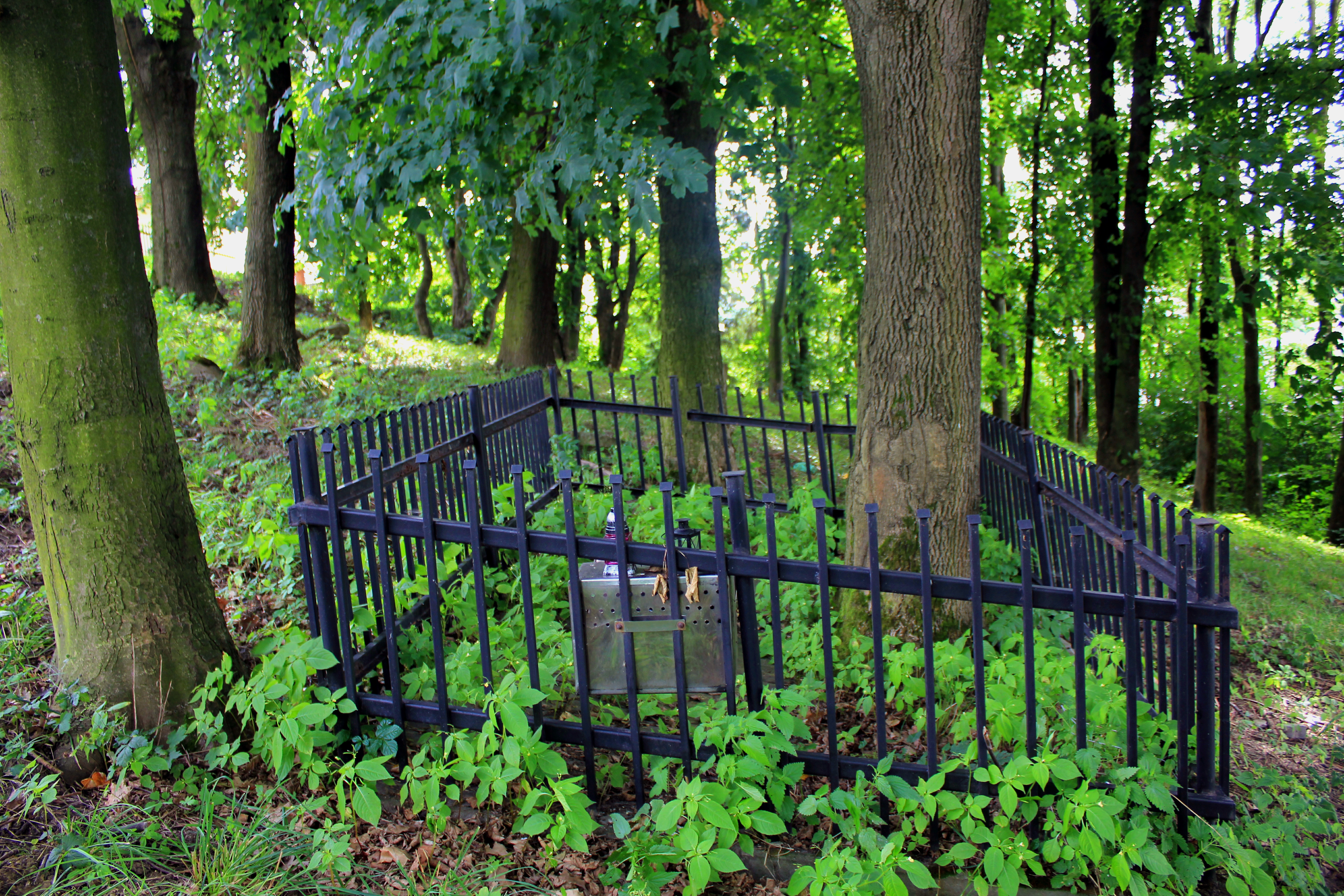
Могила дочери Элимелеха Эстер Этель Эльбаум (ум. 1800) на Старом еврейском кладбище во Фрыштаке в Подкарпатском воеводстве в 2013 году.

Умер двадцать первого адара 5547 (1787) года, похоронен в Лиженске.

## Учение
Элимелех разработал учение о цадиках как о посредниках между Богом и человеком. Цадики благословляют простых людей, поэтому благодать Бога приходит к людям через цадика. Однако и людям следует оказывать материальную помощь (ивр. פדיונים‎: пидйоним) цадикам, чтобы те могли возносить молитвы Богу, не думая о земном.
Священное Единение («йихуд») — это магико-теургический акт, сутью которого является восстановление нарушенного единства мироздания в конкретной точке пространства или времени и исправление перепутанных и неверных Имен. Согласно хасидским представлениям, любое, даже вполне будничное, действие цадика может сопровождаться Единениями. В своем трактате «Ноам Элимелех» («Приязнь Элимелеха») Элимелех объясняет, что произносить йихудим является святым долгом: "Если человек собирается совершить мицву, он должен произнести вслух, что хочет совершить мицву, и ещё сказать: «Во имя соединения Святого и Благословенного с Его Шехиной…». Трактат «Ноам Элимелех» сыграл огромную роль в становлении хасидизма и стал своего рода «священной книгой», которую хасиды и сегодня кладут под подушки больных и рожениц.

## Ученики
Самые известные ученики: Люблинский провидец, Коженицкий магид, р. Менахем Мендель из Рыманова, Аврахам Иехошуа Хешел из Опатува.